# 今井絢
今井 絢（いまい あや、2001年10月25日 - ）は、日本将棋連盟所属の女流棋士。女流棋士番号は83。愛知県名古屋市出身。杉本昌隆八段門下。同志社大学在学（3年次、2023年2月時点）。

## 棋歴

### 棋風
得意戦法は居飛車だが、対抗形が好きで振り飛車も指す。AIでの研究は自分の将棋の解析や棋譜並べで参考にしている。
兄弟子の藤井聡太は1学年下で、藤井少年とは子ども大会や東海研修会で数多く指したことがある。

### 女流棋士になるまで
父から教わって将棋を始めた。
2012年、第4回小学生駒姫名人戦の名人クラスで優勝。
翌2013年、第5回小学生駒姫名人戦の名人クラスで優勝・2連覇。
2016年6月に関西奨励会に中学3年で入会。四段昇段を目指し女性奨励会員ながら1級まで昇級したが、「満21歳の誕生日までに初段になれなかった場合は退会」の規定をクリアできずに奨励会を退会。退会後に師匠の杉本昌隆八段や両親、奨励会幹事の先生とも相談し、女流棋士となることを決意。

### 女流棋士として
2023年2月1日、女流1級の女流棋士としてプロ入り。デビュー戦から初黒星を喫するまで7連勝を飾る。
2023年8月20日、第31期倉敷藤花戦でベスト4に入り、女流初段に昇段。

## 人物
同志社大学に在学中（3年次、2023年2月当時）。学業と両立しており、将棋に費やす時間は1日約5時間。
大学では文化情報学部（芸術史研究室）に所属。
上橋菜穂子、辻村深月、アガサ・クリスティーなど、1日に3冊読む程に小説を読むのが好き。また、文章を書くのも好き。
スポーツ観戦も好きで、大好きな大相撲では豊昇龍や霧馬山を応援する。サッカーでは、地元の名古屋グランパスエイトや海外サッカーも見る。

## 昇段・昇級履歴
奨励会
- 2016年06月00日 - 関西奨励会 6級（新入会）[9]
- 2022年11月00日 - 関西奨励会 退会（奨励会1級在籍、退会時21歳[注 1]）

女流棋士
- 2023年02月01日 - 女流1級（奨励会を1級で退会） = プロ入り[2][1][注 2]
- 2023年08月20日 - 女流初段（倉敷藤花戦ベスト4、女流通算8勝3敗）[7][注 3]

## 主な成績

### 女流棋戦別成績
| 女流タイトル戦          |                                                                                     |
| - 白玲戦・女流順位戦    | - 0第5期 D級5位 ／ 過去最高順位：D級32位（6勝2敗、第4期）                           |
| - 清麗戦                | - 0第7期 予選敗退（3勝、再挑戦0勝） ／ 過去最高：予選（3勝、再挑戦0勝、第7期）      |
| - マイナビ女子オープン0 | - 第18期 予選敗退（1勝） ／ 過去最高：予選（1勝、第18期）                           |
| - 女流王座戦            | - 第15期 予選敗退（0勝） ／ 過去最高：本戦（0勝、第13期）                           |
| - 女流名人戦            | - 第52期 リーグ序列5位（進行中） ／ 過去最高：リーグ序列7位（5勝・5位残留、第51期） |
| - 女流王位戦            | - 第36期 リーグ入り・陥落（1勝4敗） ／ 過去最高：リーグ陥落（1勝4敗、第36期）       |
| - 女流王将戦            | - 第47期 予選敗退（1勝） ／ 過去最高：本戦（1勝、第46期）                           |
| - 倉敷藤花戦            | - 第33期 2回戦敗退（0勝） ／ 過去最高：ベスト4（4勝、第31期）                       |

| 女流一般棋戦              |                                    |
| - YAMADA女流チャレンジ杯0 | - 過去最高：0勝（第8回、棋戦終了） |

### 在籍クラス
| 2024 | 4 |  |  |  |  | D32 | 6-2 |
| 2025 | 5 |  |  |  |  | D05 |     |
| 女流順位戦の 枠表記 は挑戦者。右欄の数字は勝-敗(番勝負/PO含まず)。 順位戦の右数字はクラス内順位 ( x当期降級点 / *累積降級点 / +降級点消去 ) |   |  |  |  |  |     |     |

### 年度別成績
| 年度         | 対局数 | 勝数 | 負数 | 勝率   | (出典) | 女流通算成績 | 女流通算成績 | 女流通算成績 | 女流通算成績 | 女流通算成績 |
| ------------ | ------ | ---- | ---- | ------ | ------ | ------------ | ------------ | ------------ | ------------ | ------------ |
| 2022年度     | 2      | 2    | 0    | 1.0000 | [ 11 ] | 対局数       | 勝数         | 負数         | 勝率         | (出典)       |
| 2023年度     | 26     | 18   | 8    | 0.6923 | [ 12 ] | 28           | 20           | 8            | 0.7142       | [ 13 ]       |
| 2024年度     | 41     | 26   | 15   | 0.6341 | [ 14 ] | 69           | 46           | 23           | 0.6666       | [ 15 ]       |
| 通算         | 69     | 46   | 23   | 0.6666 | [ 15 ] |              |              |              |              |              |
| 2024年度まで |        |      |      |        |        |              |              |              |              |              |